# طروادة مشترية
| طروادة المشتري | حزام الكويكبات | كويكبات هيلدا |

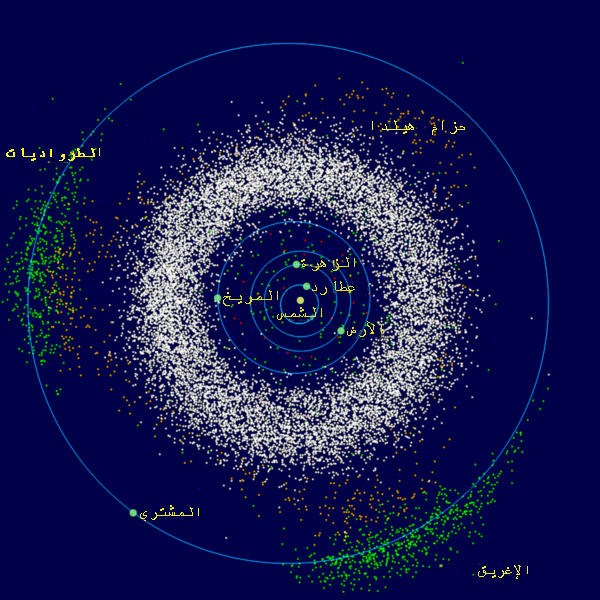
طروادة المشتري أمام و وراء كوكب المشتري على طول مساره المداري، وحزام الكويكبات بين المريخ والمشتري، وكويكبات هيلدا.

طروادة مشتريّة (بالإنجليزية: Jupiter trojans)‏ هي مجموعة كبيرة من الكويكبات والتي تتشارك مع مدار المشتري حول الشمس. بالنسبة للمشتري يميس كل كويكب حول نقطة من نقطتي نقاط لاغرانج L4 أو L5 واللتان تقعان على انحراف 60 درجة أمام وخلف المشتري على التوالي. وتم تقسيم كويكبات طروادة إلى قسمين، القسم الأول يقع في النقطة L4 ويدعى المعسكر الإغريقي وأسماء هذه الكويكبات مشتقة من الأسماء الإغريقية حسب ملحمة الإلياذة. في حين الكويكبات الواقعة في النقطة L5 يدعى بمعسكر طروادة وأسماء هذه الكويكبات مشتقة من أسماء ابطال طروادة وفق الإلياذة. وتمتد هاتين المنطقتين حول نقطتي لاغرانج بنصف محور رئيسي يبلغ 5.2 وحدة فلكية.
أول كويكب اكتشف من هذه المجموعة كان أخيل 588، والذي رصده عالم الفلك الألماني ماكس فولف عام 1906. اكتُشف ما مجموعه 9800 طروادة مشترية اعتبارًا من مايو 2021. جرى الاتفاق على تسمية كل منها على اسم شخصية من حرب طروادة في الميثولوجيا اليونانية، ولذلك تُسمى هذه الأجسام «طروادة». يُعتقد أنّ إجمالي عدد الطروادات المشترية التي يفوق قطرها كيلومتر واحد يبلغ نحو مليون، أي ما يساوي تقريبًا عدد المذنبات ذات قطر أكبر من كيلومتر في حزام الكويكبات. وبشكل مشابه للكويكبات الرئيسية في حزام الكويكبات، تُشكِّل الطروادات المشترية عائلات.
بدءًا من عام 2004، ظهرت العديد من الطروادات المُشترية في الأدوات الرصدية بمثابة أجسام مُظلمة مع أطياف مُحمرة عديمة الملامح. لم يُحصل على أي دليل راسخ لوجود المياه، أو أي مركب مُحدد آخر على سطوحها، لكن يُعتقد أنها مُغطاة بالثولينات، وهي بوليميرات عضوية تُشكلها أشعة الشمس. تتراوح كثافات الطروادات المُشترية (التي قيست عن طريق منحنيات الضوء الدورانية أو دراسة الأنظمة الثنائية) بين 0.8 و2.5 غرام/سنتيمتر مكعب. يُعتقد أنّه جرى الاستيلاء على الطروادات المُشترية في مداراتها خلال المراحل الأولى من تشكل النظام الشمسي أو بعد ذلك بوقت قليل، وذلك في أثناء هجرة الكواكب العملاقة.
يشير مصطلح «كويكب طروادة» بشكل محدد إلى الكويكبات التي تشترك في المدار مع المشتري، أمّا المصطلح العام «طروادة» يُطبق بشكل عام أحيانًا على الأجسام الصغيرة الأخرى في المجموعة الشمسية التي تتميز بعلاقات مشابهة مع أجسام أكبر: على سبيل المثال، يوجد طروادات مريخية وطروادات نبتونية، بالإضافة إلى اكتشاف طروادات أرضية مؤخرًا. عادةً ما يُفهم مصطلح «كويكب طروادة» على أنه يعني بشكل محدد الطروادات المُشترية لأنّ أوّل الطروادات المكتشفة كانت قرب مدار المشتري، ويملك المُشتري حاليًا الطروادات الأكثر شهرة.

## التاريخ الرصدي
توقع الرياضي الإيطالي جوزيف لوي لاغرانج في دراسة حول معضلة الأجسام الثلاثة المقيدة أنّ هناك جسم صغير يتشارك المدار مع الكوكب لكنه يستلقي بزاوية 60 إلى الخلف أو الأمام ستجري محاصرته قرب هذه النقاط. سيميل الجسم المُحاصر ببطء حول نقطة التوازن في مدار الشرغوف أو مدار حدوة الحصان. تُدعى هاتين النقطتين الأمامية أو اللاحقة (الخلفية) بنقطتي لاغرانج  إل4 وإل5. رُصدت الكويكبات الأولى المحاصرة في نقطتي لاغرانج بعد أكثر من قرن على فرضية لاغرانج. وكانت الكويكبات المرتبطة بالمشتري أوّل ما جرى رصده.
سجّل إدوارد إيمرسون برنارد أوّل حالة رصد لطروادة وكانت (12126) 1999 أر إم11 (عُرفت في ذلك الوقت إيه904 آر دي)، وذلك في عام 1904، لكن لم يُقدِّر أهميتها هو أو الآخرين في ذلك الوقت. اعتقد برنارد أنه رأى فوبي قمر زحل المُكتشف مُؤخرًا، والذي كان يبعد عنه دقيقتين قوسيتين فقط في السماء في ذلك الوقت، ومن المحتمل أنه كان كويكبًا. لم تُعرف هوية الجسم حتى حساب مداره عام 1999.
حدث الاكتشاف الأول المقبول لطروادة في فبراير عام 1906، عندما اكتشف الفلكي الألماني ماكس فولف باستخدام مرصد هايدلبيرغ كونيغشتول ستايت كويكبًا بالقرب من نقطة لاغرانج إل4 في نظام الشمس-المشتري، وسُمي لاحقًا 588 أخيل. وجد الفلكي الألماني الزميل أوغست كوبف في عامي 1906-1907 اثنين من الطروادات المشترية وهما (624 هيكتور، و617 باتروكلوس). ينتمي هيكتور كما أخيل إلى مجموعة إل4 («أمام» الكوكب في مداره)، بينما كان باتروكلوس الكويكب الأول المُكتشف المعروف في تموضعه في نقطة لاغرانج إل5 («خلف» الكوكب). بحلول عام 1938 كانت قد حُددت إحدى عشر طروادة مشترية. ازداد العدد إلى 14 فقط في عام 1961. نما معدل الاكتشاف بسرعة مع تطور المعدات: اكتشف ما مجموعه 257 طروادة مشترية بحلول عام 2000، ونما العدد إلى 1600 بحلول مايو 2003. يوجد حتى أكتوبر 2018، 4601 طروادة مشترية معروفة في النقطة إل4 و2439 في النقطة إل5.

## التسمية
اقترح يوهان بليسا من فيينا الذي كان أوّل من حسب مدارات الطروادات المشترية بدقة اصطلاح تسمية كل الكويكبات في نقطتي L4 و L5 الخاصتين بالمشتري على أسماء الأبطال المشهورين في حرب طروادة.
تُسمى الكويكبات في المدار الأمامي (في النقطة L4) على أسماء الأبطال الإغريقيين («العقدة الإغريقية أو المعسكر الإغريقي» أو «مجموعة أخيل»)، أمّا الكويكبات في المدار الخلفي أو اللاحق فيسمون على أسماء أبطال طروادة («عقدة طروادة» أو «معسكر طروادة»). سُمي الكويكبان 617 باتروكلوس، و624 هيكتور قبل ابتكار قاعدة الإغريق/طروادة، وهذا ما نتج عنه جاسوس إغريقي في عقدة طروادة وجاسوس طروادي في عقدة الإغريق.

## الأعداد والكتلة
تعتمد تقديرات العدد الكلي للطروادات المُشترية على المسوحات العميقة للمساحات المحدودة في السماء. يُعتقد أنّ مجموعة إل4 تضم ما بين 160000-240000 كويكب بأقطار أكبر من كيلومترين، ونحو 600000 بأقطار أكبر من كيلومتر. إن كانت مجموعة إل5 تحتوي على عدد مشابه من الأجسام، فهذا يعني أنه يوجد أكثر من مليون طروادة مُشترية بقطر كيلومتر واحد أو أكبر. على الأرجح أن مجموعة الأجسام الأكثر لمعانًا من قدر مطلق يساوي 9 قد اكتملت. تشابه هذه الأعداد أعداد الكويكبات المماثلة في حزام الكويكبات. تُقدر الكتلة الكلية للطروادات المشترية بـ 0.0001 من كتلة الأرض، أو خمس كتلة حزام الكويكبات.
تُشير دراستان حديثتان إلى أنّ الأرقام أعلاه ربما تبالغ في تقدير عدد الطروادات المشترية عدة أضعاف. تتمثل أسباب هذه المبالغة في التقدير لسببين، السبب الأول هو افتراض امتلاك كل الطروادات المشترية وضاءة منخفضة تبلغ نحو 0.04، بينما من الممكن أن يبلغ متوسط وضاءة الأجسام الصغيرة 0.12، أمّا السبب الثاني فهو الافتراض الخاطئ حول توزيع الطروادات المشترية في السماء. وحسب تقديرات جديدة، فإنّ العدد الكلي للطروادات المشترية التي يزيد قطرها عن كيلومترين يبلغ 6300±1000 في مجموعة النقطة إل4، و3400±500 في مجموعة النقطة إل5. وستُخفض هذه الأعداد باستخدام عامل يساوي 2 إن كانت الطروادات المُشترية الصغيرة أكثر انعكاسًا من الكبيرة منها.
إنّ عدد الطروادات المشترية المرصودة في مجموعة النقطة إل4 أكبر بقليل من العدد المرصود في النقطة إل5. ولأنّ الطروادات المشترية الأكثر لمعانًا تختلف قليلًا في الأعداد بين المجموعتين، فمن المرجح أنّ هذا التفاوت يسبب التحيز في الرصد. تشير بعض النماذج إلى أنّ مجموعة النقطة إل4 قد تكون أكثر استقرارًا من مجموعة النقطة إل5.
تُعد 624 هيكتور الطروادة المشترية الأكبر، إذ يبلغ متوسط قطرها 203±3.6 كيلومتر. يوجد بالنسبة إلى العدد الكلي عدة طروادات مشترية كبيرة. ومع التناقص في الحجم، فإنّ عدد الطروادات المشترية يزداد بشكل سريع حتى الوصول إلى قطر 84 كيلومتراً، وأعدادها أكبر من الأجسام المماثلة في القطر في حزام الكويكبات. يقابل الكويكب ذو قطر 84 كيلومترًا قدرًا ظاهريًا يساوي 9.5، بافتراض أنّ الوضاءة تساوي 0.04. يشابه توزيع الطروادات المشترية ذات الأقطار التي تتراوح بين 4.4 و40 كيلومتراً تلك الموجودة في حزام الكويكبات. لا توجد معلومات حول كتل الطروادات المشترية الأصغر من ذلك الحد. يشير التوزيع المُعتمد على القطر إلى أنّ الطروادات الأصغر ربما تكون نتيجة تصادمات بين الطروادات المشترية الأكبر.
أكبر الطروادات المشترية
| الطروادة      | القطر (كيلومتر) |
| 624 هيكتور    | 225             |
| 617 باتروكلوس | 140             |
| 911 أجاممنون  | 131             |
| 588 أخيل      | 130             |
| 3451 مينتور   | 126             |
| 3317 باريس    | 119             |
| 1867 دوفيوس   | 118             |
| 1172 أينياس   | 118             |
| 1437 ديومدس   | 118             |
| 1143 أوديسيوس | 115             |

## هوامش
1. ↑  النقاط الثلاث الأخرى—L1, L2 and L3—غير مستقرة.[9]

## اقرأ أيضا
- كويكبات قنطور
- كويكبات آمور
- كويكبات أبولو
- كويكبات آتن